# Jeronimus Cornelisz
Jeronimus Cornelisz (Leeuwarden 1598 - 2 octobre 1629) (nom complet : Corneliszoon, « fils de Cornelis ») était un apothicaire frison devenu négociant pour le compte de la Compagnie néerlandaise des Indes orientales (VOC). En juin 1629 il fut l'instigateur d'une des mutineries les plus sanglantes de l'histoire, à bord du navire Batavia et après son naufrage dans les Houtman Abrolhos, archipel corallien au large de l'Australie.

## Jeunesse
Né dans la capitale Frisonne, Leeuwarden, Cornelisz grandit dans une famille non-conformiste. Sa mère et son père étaient vraisemblablement mennonites, en contact supposé avec certains mouvements anabaptistes radicaux, très répandus aux Pays-Bas durant le XVIe siècle. Cornelisz suivra d'abord les traces de son père en devenant apothicaire, métier qu'il exercera dans sa ville natale de 1623 à 1627. Supposément à la suite d'un différend avec le conseil municipal, il déménagera à Haarlem où il ouvrira son propre établissement près du centre-ville.
En novembre 1627, sa femme lui donna un fils, mais après avoir été confié aux soins d'une nourrice, l'enfant contracta la syphilis et mourut en moins de trois mois. Cornelisz se lança dans une action en justice contre la nourrice, cherchant à prouver qu'elle était à l'origine de la contamination, et à disculper sa propre femme du même coup. Son établissement fit faillite peu de temps après, sans doute en partie à cause de ces événements.

## LeBatavia
Bien que cela n'ait jamais été établi, il est vraisemblable que Jeronimus ait été en contact à cette période avec le peintre controversé Johannes van der Beeck (Torrentius), un autre résident de Haarlem. Torrentius était un libertin notoire qui fût jugé et condamné en 1627 pour immoralité, hérésie et satanisme. Que Cornelisz fût ou non un proche de Torrentius, qu'il partageât ou pas ses vues hétérodoxes, il est avéré qu'il quitta Haarlem dans les semaines suivant la fin du procès du peintre, pour se rendre à Amsterdam et se mettre au service de la Compagnie néerlandaise des Indes orientales (VOC). Il obtint le poste de négociant en second sur un nouveau navire, le Batavia, en partance pour Java et les Indes orientales dès octobre 1628.
Au cours du long voyage vers les antipodes, Cornelisz se lia d'amitié avec le capitaine du Batavia, Ariaen Jacobsz. 
Leur aversion commune à l'égard du commandeur du navire François Pelsaert fit d'eux des comploteurs : appuyés par un petit groupe de partisans, ils organisèrent secrètement la mutinerie qui leur permettrait de prendre possession du navire. 
Cependant, avant qu'ils aient pu mettre leur projet à exécution, le Batavia fit naufrage dans l'archipel Abrolhos, au large des côtes australiennes. Environ 300 survivants trouvèrent refuge sur l'archipel, et quand Pelsaert et Jacobsz partirent chercher de l'aide avec le seul canot restant, Cornelisz se vit confier le commandement du groupe de réfugiés.
Ce qui suivit horrifia toute l'Europe. Cornelisz fit régner sa loi brutalement dans les îles, aidé par le groupe de mutins constitué à bord du navire. Quand les vivres et l'eau se firent rares, les conjurés commencèrent à assassiner leurs compagnons d'infortune, d'abord subrepticement, puis de plus en plus ouvertement. Au total, Cornelisz et ses acolytes furent responsables de la mort d'environ 125 hommes, femmes et enfants, tous abattus en à peine deux mois. Leurs victimes étaient noyées, étranglées, taillées en pièces, battues à mort, individuellement ou par groupes entiers. Les femmes épargnées furent violées.
La domination de Cornelisz dans les Abrolhos fut remise en question par un groupe de loyalistes, mené par le simple soldat Wiebbe Hayes, qui parvint à s'établir sur une île proche. Leur survie empêcha Jéronimus de mener à bien son projet, consistant à s'approprier le navire qui viendrait à leur secours, massacrer son équipage et sillonner l'Océan Indien aux fins de piraterie. Quand Pelsaert finit par revenir, à bord d'un petit navire appelé le Sardam, Cornelisz et sa bande furent capturés.

## Exécution
Jeronimus fut jugé dans les îles, déclaré coupable de mutinerie, et pendu en même temps qu'une douzaine de ses hommes. Ses deux mains furent amputées avant la pendaison. Les mutins restants furent emmenés à Java et jugés : beaucoup furent exécutés par la suite. Ariaen Jacobsz mourut vraisemblablement dans les donjons du château Batavia.
Les motivations de Cornelisz ont été l'objet de nombreuses spéculations. Ses contemporains l'ont cru contaminé par les vues hérétiques du peintre Torrentius, et il a été suggéré par la suite que ses actes sur l'île étaient le reflet de croyances anabaptistes révolutionnaires. 
Les témoignages qui sont parvenus jusqu'à nous permettent cependant de penser que, quelles qu'aient été ses croyances religieuses, le comportement de Jeronimus Cornelisz était certainement le fait de tendances psychopathes.

## Culture populaire
- Un personnage de la bande dessinée de Warren Ellis, Desolation Jones, porte le nom de Jeronimus Cornelisz.
- Jeronimus Cornelisz est le protagoniste de The Company de Arabella Edge, basé sur le naufrage du Batavia.
- La bande dessinée de Christophe Dabitch et Jean-Denis Pendanx, Jeronimus raconte l'histoire de Cornelisz et le naufrage du Batavia.
- La bande dessinée 1629, ou l'effrayante histoire des naufragés du Jakarta de Xavier Dorison et Timothée Montaigne, dont le premier tome est paru en 2022, raconte également le naufrage du Batavia et met au premier plan le personnage de Jeronimus Cornelisz.
- La campagne Calice du jeu de rôle Chroniques Oubliées Fantasy (V2) débute par le naufrage du navire emprunté par les joueurs, et dont un des passagers nommé Cornelius lance une mutinerie et le massacre de bon nombre de passagers, aidé par une bande de mutins ralliés à sa cause.

## Livres
- Les Naufragés du Batavia, Simon Leys, 2005.
- L'archipel des hérétiques, Mike Dash, Jean-Claude Lattès, 2002.
- Voyage to Disaster, Henrietta Drake-Brockman, University of Western Australia Press, Nedlands, 1995. (non traduit)
- De Schipbreuk van de Batavia, Francisco Pelsaert et V.D. Roeper, 1629. Walburg Pers, 1994. (non traduit)
- Jeronimus, Christophe Dabitch (scénario) et Jean-Denis Pendanx (dessin), Futuropolis, Paris, 2008.
- Massacre des Innocents, Marc Biancarelli, Actes Sud, 2018.
- Notices d'autorité :   - VIAF
  - ISNI
  - LCCN
  - Espagne
  - Pays-Bas
  - Pologne
  - Israël
  - WorldCat